# Masters of Scale

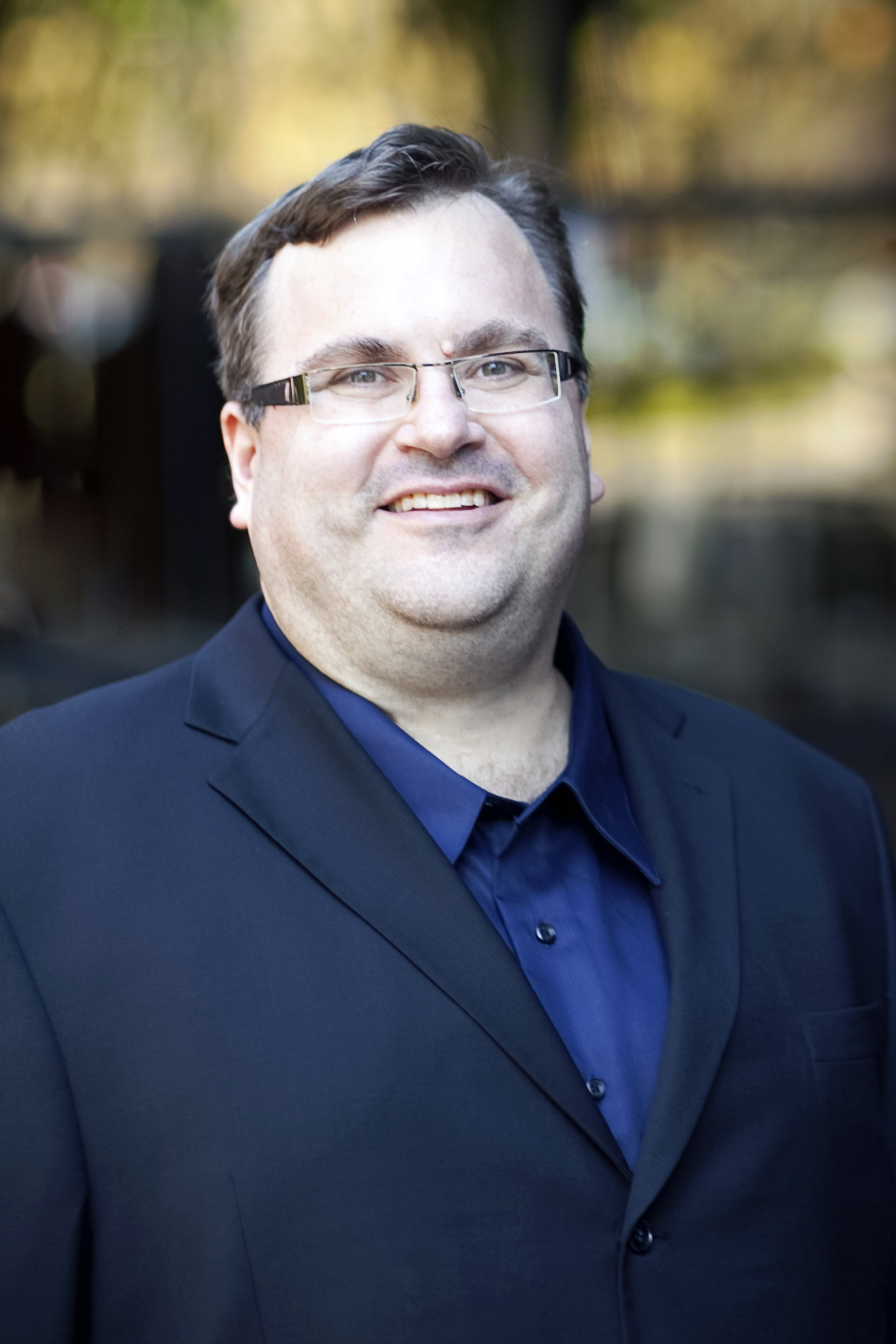
팟캐스트의 설립자이자 진행자인 리드 호프만. 그는 링크드인을 설립하고 마이크로소프트에 31조원에 매각한 성공한 사업가이기도 하다.

Masters of Scale은 링크드인의 공동 설립자 인 리드 호프만이 제작한 정보기술, 비즈니스 및 금융 팟캐스트다. 각 에피소드에서 호프만은 성공적인 사업 확장에 대한 이론을 소개하고 창업자에게 자신의 성공 비결에 대해 인터뷰한다. 손님은 빌게이츠, 페이스 북 창립자이자 CEO 인 마크 저커버그, 스타벅스 창립자이자 전 CEO 하워드 슐츠, 넷플릭스 창립자이자 CEO 리드 헤이스팅스, FCA 및 존 엘칸 전 회장을 포함한다. Masters of Scale은 50/50의 성별 균형을 유지 한 최초의 미국 미디어 프로그램이었다.

## 역사
수석 프로듀서 인 Deron Triff와 June Cohen은 팟캐스트의 아이디어를 호프만에 제시하였다. 2020년 4월, COVID-19 전염병이 비즈니스 커뮤니티에 미치는 영향을 다루기 위해 스핀 오프 시리즈 Masters of Scale : Rapid Response가 시작되었다.

## 수상
2018년 4월, Masters of Scale은 최고의 비지니스 팟캐스트 부문에서 Webby People 's Voice Award를 수상했다.